# NK Šampion
Nogometni Klub Šampion je slovenski nogometni klub iz Celja, ki igra v tretji slovenski nogometni ligi. Ustanovljen je bil leta 1995, domači stadion kluba je Olimp.

### Lovorike
- 4.SNL: 1

2007/2008